# Bobby Goldsboro
Bobby Goldsboro, pseudonimo di Robert Charles Goldsborough (Marianna, 18 gennaio 1941), è un cantautore statunitense.

## Biografia
È conosciuto soprattutto per See the Funny Little Clown, e per il brano Honey che ha raggiunto la prima posizione nella Billboard Hot 100 per cinque settimane, in Australia per quattro settimane, in Canada, la seconda nella Official Singles Chart, la quarta posizione in Norvegia, la quinta in Olanda, l'ottava in Germania e la nona in Austria, reso noto in Italia dalla cover Amore mi manchi portata al successo sia da Giuliana Valci che da Bobby Solo (1968).
In Italia ha partecipato al Festival di Sanremo 1967 con Una ragazza cantata in abbinamento con Donatella Moretti.
Ha inciso per la Laurie Records.